# Elizabeth Montagu

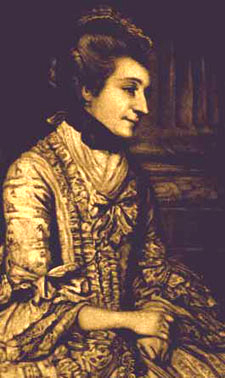
Elizabeth Montagu

Elizabeth Montagu (geboren Robinson, York, 2 oktober 1720 – Londen, 25 augustus 1800) was een Engels sociaal hervormster, mecenas, schrijfster en zakenvrouw. Montagu was de oprichter van de Blue Stockings Society.
Elizabeth was de oudste van drie dochters in het zeer welgestelde gezin van Matthew Robinson en Elizabeth Drake Robinson. Haar zuster Sarah was de latere romanschrijfster Sarah Scott.
In 1742 trouwde zij met Edward Montagu, een kleinzoon van de graaf van Sandwich. Hij was parlementslid, grootgrondbezitter en gefortuneerd eigenaar van kolenmijnen. Zij was op dat moment 22 en hij was 50 jaar oud. Zij kregen een kind, dat al na een jaar overleed. In hun huizen in Londen organiseerde Elizabeth drukbezochte salons en ontbijtbijeenkomsten voor intellectuelen met uiteenlopende achtergronden. Hieruit ontstond in 1750 het gezelschap van de zogeheten bluestockings (blauwkousen). Een dergelijke groep bestond ook in Parijs. Bijzonder eraan was dat vrouwen op gelijk niveau met mannen over allerlei, vaak literaire, zaken konden discussiëren, dit in afwijking van avondjes waarop een gezelschap zich overgaf aan kaartspel of de dames zich bezighielden met nuttige handwerken. 
Een verklaring voor de term blauwkousen kan worden ontleend aan het volgende: gebruikelijk was dat de heren in een deftig gezelschap 's avonds zwarte zijden kousen droegen, terwijl blauwe kousen de gebruikelijke dracht waren tijdens het werk. De botanicus en uitgever Benjamin Stillingfleet was kennelijk niet rijk genoeg om zich zwarte kousen te permitteren, maar werd toch uitgenodigd om dan maar met zijn blauwe kousen te komen. Zodoende werd de term ook een verwijzing naar het informele karakter van de bijeenkomsten, waarbij het ging om de levendig conversatie en niet om de heersende mode.
Bekende deelnemers die te eniger tijd in verschillende samenstellingen de salons bezochten waren onder andere Edmund Burke, David Garrick, Samuel Johnson, Ada Lovelace, Elizabeth Vesey, Joshua Reynolds, Mary Wortley Montagu en Horace Walpole. Een bijeenkomst in het huis van Elizabeth Montagu is beschreven in James Boswells biografie Life of Johnson.

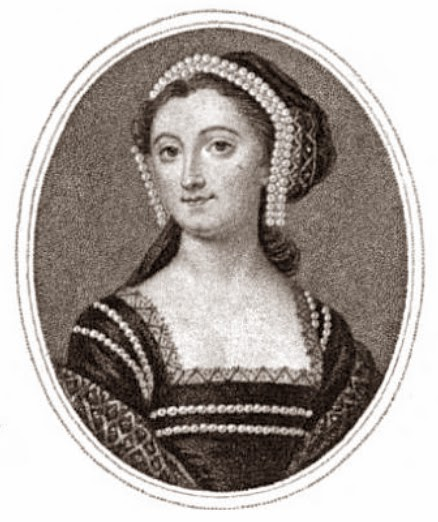
Elizabeth Montagu (door Christian Friedrich Zinke)

Zelf publiceerde Montagu ook een aantal werken. In 1760 werkte zij mee aan George Lytteltons Dialogues of the Dead. In 1769 publiceerde zij het succesvolle An Essay on the Writings and Genius of Shakespeare, waarin zij William Shakespeare benoemt als Engelands grootste dichter. Na de dood van haar man in 1775 kwamen al zijn zakelijke belangen op haar naam en zij wist ook deze als bekwaam zakenvrouw tot een succes te maken.